# ايوالد جورج فون كلايست
ايوالد جورج فون كلايست (بالألمانية: Ewald Georg von Kleist)‏ (و. 1700 – 1748 م) هو قانوني، وفيزيائي، وقس، وقاضي، ومخترع، ورجل دين من ألمانيا . وكان عضواً في الأكاديمية البروسية للعلوم .
توفي في كشالين ، عن عمر يناهز 48 عاماً.

## التعليم
تعلم في جامعة ليدن